# Кангпу Канг
Кангпу Канг (28° 09′ N 90° 03′ E / 28.150° С; 90.050° И) планина је у Хималајима. Са 7.204 метара надморске висине она је 107. највиша планина на свету. Врх планине налази се на граници између Кине и Бутана. Поред највише тачке, планина има још два значајна врха, који се налази у Бутану:
- Џејекангпу Канг - врх - 6.965 м; проминенција - 925 м; 28° 9′ N 90° 1′ E / 28.150° С; 90.017° И[3]
- Кангпу Канг II - врх - 6.945 м; проминенција - 725 м; 28° 8′ N 90° 6′ E / 28.133° С; 90.100° И[4]

На планину се први пут попела јужнокорејска експедиција, септембра 2002. године.